# Тіксі (аеропорт)
Тіксі (рос. Тикси, (IATA: IKS, ICAO: UEST)) — аеропорт у Якутії, розташований у Булунському улусі за 7 км на північ від селища Тіксі. На аеродромі базується Якутське республіканське підприємство ВАТ "Авіакомпанія «Полярні авіалінії», а також державна авіація Міноборони РФ і ФСБ РФ.
З 16 квітня 2013 року наказом командувача дальньою авіацією генерал-лейтенанта Анатолія Жихарьова аеродром Тіксі відкритий для прийому і випуску літаків державної авіації Іл-18, Ан-12, Ан-26 і більш легких, а також вертольотів усіх типів. На аеродромі сформована авіаційна комендатура. В цілях забезпечення відновлення прийому і випуску аеродромом Тіксі літаків цивільної авіації фахівці ФГУП «Держкорпорація з ОрПР» проводять установку і сертифікацію необхідного обладнання, доставленого на аеродром у серпні 2012 року.

## Історія
У радянський період використовувався в якості оперативного аеродрому та аеродрому розосередження стратегічної авіації, у складі Оперативної групи в Арктиці (ОГА) 37-ї повітряної армії Верховного Головного командування. На постійній основі базувалася 24-а окрема транспортна авіаційна ескадрилья.
Крім основного аеродрому в 1970-1980-х роках у зимовий час (починаючи з моменту утворення стійкого снігового покриття, тобто початку жовтня) силами «тундрової роти» (зі складу Тіксінського ОБАТО ОГА) проводилося укочування запасного сніжного «тундрового» аеродрому «Тіксі-Західний». До грудня ця злітно-посадкова смуга могла приймати стратегічні бомбардувальники — ЗМ (КБ Мясищева), Ту-95 і т. ін.
ЗПС зі штучним покриттям побудована в 1958 році. У 1964 році побудовані додаткові руліжні доріжки, в 1975 році проведено розширення. У 1986—1995 роках проведена реконструкція аеродрому, значно тривала в результаті недофінансування. Аеродром «Тіксі» був здатний приймати більшість типів повітряних суден (з максимальною злітною вагою до 260 т). Довжина ЗПС 3000 м, ширина 60 метрів, покриття залізобетонне, товщиною 24-44 см, армоване армокаркасами з осередками 30*30 см Розміри монолітних залізобетонних плит основного покриття 7*7 метрів.
У 2005 прийнято рішення про проведення капітального ремонту покриття аеродрому; у 2007 році оголошено конкурс на проведення ремонту. Проте роботи так і не були розпочаті. З 1 жовтня 2012 року аеродром Тіксі був закритий для прийому і випуску літаків. У зв'язку з припиненням польотів в аеропорту Тіксі були вимкнені засоби аеронавігації та системи заходження на посадку. Припинено виконання авіарейсів Москва — Тіксі — Москва, які проводилися 1 раз у 3 тижні на літаку Boeing 737. ВАТ «Полярні авіалінії» організував стикувальні рейси з аеропорту Якутська на літаку Ан-24 в аеропорту селища Усть-Куйга, далі пасажири доставляються на вертольоті Мі-8 у Тіксі.
У квітні 2013 року, аеропорт був знову відкритий.
У 2016 році будівлю аеровокзалу реконструйовано. Роботи з повної реконструкції злітно посадкової смуги планувалося завершити до 2018 року.

## Типиповітряних суден, що приймаються
Ан-12, Ан-74, Іл-76, Ту-134, Ту-154, Як-40, Як-42, Boeing 737, Bombardier Dash 8, Sukhoi Superjet 100 і інші типи повітряних суден 3-4 класу, вертольоти всіх типів. Класифікаційне число ЗПС (PCN) 37/R/B/W/T (50/R/B/W/T — взимку).

## Авіалінії та напрямки
| Авіакомпанія     | Пункт призначення        |
| ---------------- | ------------------------ |
| Polar Airlines   | Якутськ                  |
| Yakutia Airlines | Москва–Внуково, Якутськ] |

## Показники діяльності
Див. джерело запитів Вікіданих та джерела.
| рік            | 2014 | 2015 | 2016 | 2017 | 2018 | 2019 |
| тис. пасажирів | 19,0 | 17,6 | 18,5 | 17,2 | 17,2 | 17,7 |
| Джерела:       |      |      |      |      |      |      |

## Події

### Аварія Іл-18 19 грудня 2016 року
19 грудня 2016 року близько 11:45 за місцевим часом (04:45 за московським часом, 01:45 UTC) при заході на посадку літак Іл-18 Міністерства оборони РФ зник з екрана локатора. Піднятий по тривозі вертоліт Мі-8 на відстані близько 30 км від аеродрому Тіксі виявив зруйнований літак на вершині сопки в 12:50 місцевого часу. Метеоумови в Тіксі за 03:00 UTC: вітер західний 6 м/с, видимість 20 км, буревій, хмарність суцільна верхня (висота нижньої межі понад 6000 м), температура повітря -23.6°С, відносна вологість 83 %.
Всі, хто знаходилися на його борту пасажири і члени екіпажу були живі, постраждалих доставили в медичні установи.